# 千貫森
千貫森（せんがんもり）は、福島県福島市飯野町青木にあり、阿武隈高地に位置する標高462.3メートルの山。

## 概要
円錐の綺麗な山の形をしており、福島市飯野地域のシンボルである名山のひとつ。
その形状から「古代ピラミッド説」「UFOの基地」などの伝説や逸話がある。昔から発光する未確認飛行物体が飛来する場所として、UFOの里の愛称で知られており、UFO・UMAファンが訪れる観光スポットとして賑わいを見せている。
福島市内に限らず、白河の関からも判別できるなど、奥州街道を行く旅人の目印とされた。巨人がたんがら(背負い篭)の土をあけて出来たという伝説逸話があり、「峠山」「たんがら山」などの複数の名で広く親しまれている山である。

## 施設
UFOの里
- 千貫森公園
- UFOふれあい館[6]

全国的にも珍しいUFO専門の公共施設。UFO関係のビデオや写真等の資料をおよそ3000点所蔵している。
- UFO物産館・パノラマ食堂[8]

土産店および食堂がある。
- 千貫森庭球場

## 住所
- 福島県福島市飯野町青木字小手神森1番地1[9]